# Johann Jakob Heckel

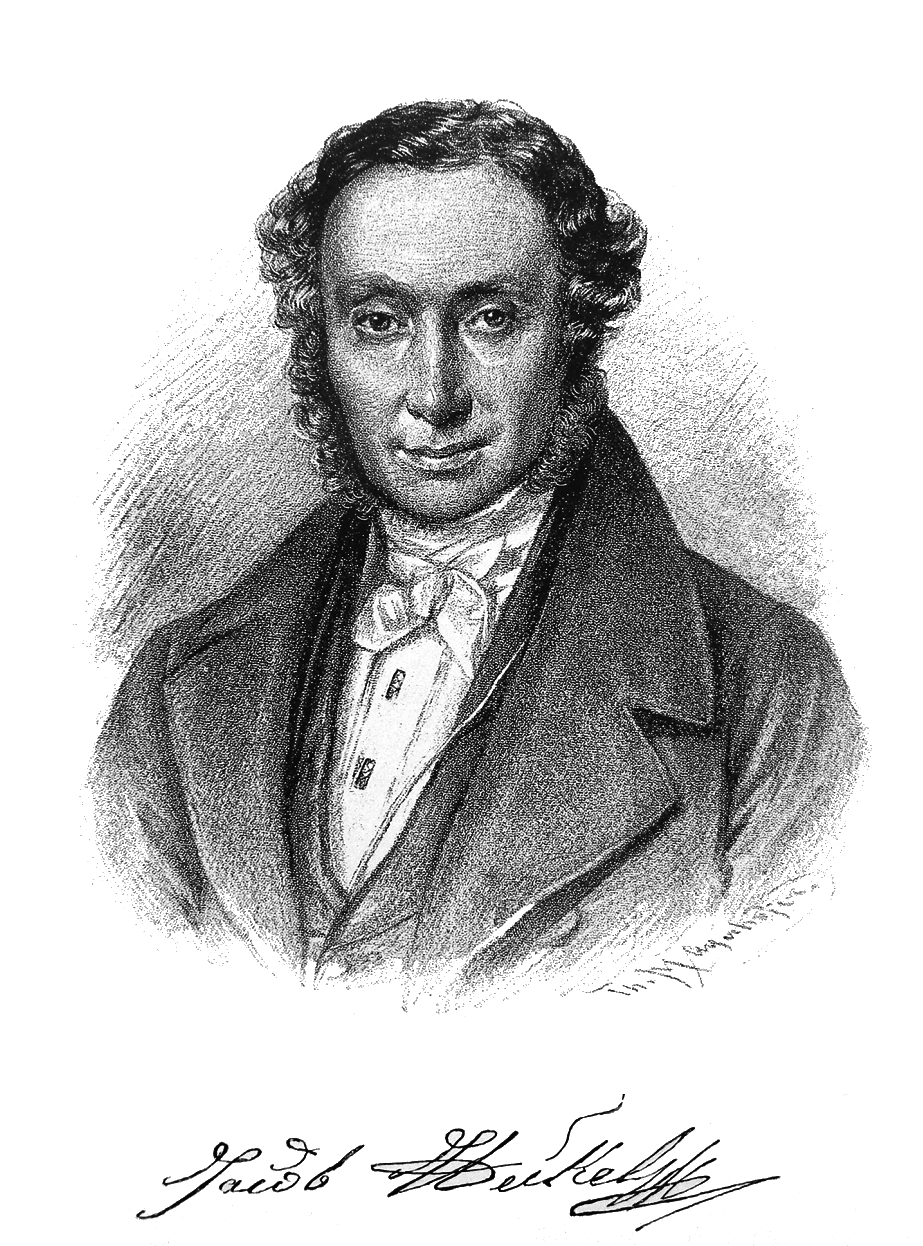
Johann Jakob Heckel

Johann Jakob Heckel, in Publikationen auch Jacob Heckel (* 23. Januar 1790 in Mannheim; † 1. März 1857 in Wien), war ein österreichischer Zoologe und Ichthyologe.
Nach dem Studium der Landwirtschaft widmete er sich den Naturwissenschaften mit den Schwerpunkten Botanik und Ornithologie. Er gilt als hervorragender Zeichner und Präparator. Später spezialisierte sich Heckel auf die Fischkunde. Er arbeitete mit den großen Ichthyologen seiner Zeit wie zum Beispiel Georges Cuvier, Achille Valenciennes und Charles Lucien Jules Laurent Bonaparte eng zusammen.
Bekannt ist Heckels Arbeit an der Cichliden-Sammlung seines Kollegen Johann Natterer, die dieser auf seinen Brasilienreisen gesammelt hat.
Heckel starb im Alter von 67 Jahren an einer bakteriellen Infektion, die er sich wahrscheinlich bei der Bergung eines Walskelettes zugezogen hatte.

## Veröffentlichungen
- mit Leopold Fitzinger: Monographische Darstellung der Gattung Acipenser. Annalen des Wiener Museums der Naturgeschichte 1, 1835, 261-326 (zobodat.at [PDF; 27 MB]).
- Scaphirhynchus eine neue Fischgattung aus der Ordnung der Chondropterygier mit freien Kiemen. Annalen des Wiener Museums der Naturgeschichte 1, 1835, S. 69–78 (zobodat.at [PDF; 3,2 MB]).
- Über einige neue oder nicht gehörig unterschiedene Cyprinen, nebst einer systematischen Darstellung der europäischen Gattungen dieser Gruppe. Annalen des Wiener Museums der Naturgeschichte 1, 1835, S. 219–234 (zobodat.at [PDF; 6,3 MB]).
- Ichtyologische Beiträge zu den Familien der Cottoiden, Scorpaenoiden, Gobioiden und Cyprinoiden. Annalen des Wiener Museums der Naturgeschichte 2, 1840, S. 143–164 (zobodat.at [PDF; 1,5 MB]).
- Johann Natterer’s neue Flussfische Brasilien’s nach den Beobachtungen und Mittheilungen des Entdeckers. Annalen des Wiener Museums der Naturgeschichte 2, 1840, S. 325–470 (zobodat.at [PDF; 8,3 MB]).
- Beiträge zur Kenntnis der fosillen Fische Österreichs - Abhandlung I. (Chirocentrites-Pimelodus). Denkschr. Akad. Wiss. Wien 1_1, 1850, S- 201-242 (zobodat.at [PDF; 97 MB]).
- 10. Bericht über das Vorkommen fossiler Fische zu Seefeld in Tirol und Monte Bolca im Venetianischen. Jahrbuch der Kaiserlich-Königlichen Geologischen Reichsanstalt 001, 1850, S. 696–701 (zobodat.at [PDF; 707 kB]).
- Bericht einer auf Kosten der kais. Akademie der Wissenschaften durch Oberösterreich nach Salzburg, München, Innsbruck, Bozen, Verona, Padua, Venedig und Triest unternommenen Reise. Sitzungsberichte der Akademie der Wissenschaften mathematisch-naturwissenschaftliche Klasse 07, 1851, S. 281–333 (zobodat.at [PDF; 3,4 MB]).
- Eine neue Fisch-Species aus dem weissen Nil, Propterus aethiopicus. Sitzungsberichte der Akademie der Wissenschaften mathematisch-naturwissenschaftliche Klasse 07, 1851, S- 685-689 (zobodat.at [PDF; 496 kB]).
- Stör-Arten der Lagunen bei Venedig. Sitzungsberichte der Akademie der Wissenschaften mathematisch-naturwissenschaftliche Klasse 07, 1851, S. 547–563 (zobodat.at [PDF; 1,5 MB]).
- Vorträge. Fortsetzung des im Julihefte 1851 enthaltenen Berichtes über eine, auf Kosten der kais. Akademie der Wissenschaften unternommene, ichtyologische Reise. Sitzungsberichte der Akademie der Wissenschaften mathematisch-naturwissenschaftliche Klasse 08, 1852, S. 347–391 (zobodat.at [PDF; 3,3 MB]).
- Beschreibung des Gymnarchus niloticus Cuv., nach zwei aus dem weissen Nile vorliegenden Exemplaren. Sitzungsberichte der Akademie der Wissenschaften mathematisch-naturwissenschaftliche Klasse 9, 1852, S. 680–681 (zobodat.at [PDF; 320 kB]).
- Über die zu den Gattungen Idus, Leuciscus und Squalius gehörigen Cyprinen. Sitzungsberichte der Akademie der Wissenschaften mathematisch-naturwissenschaftliche Klasse 9, 1852, S. 49–123 (zobodat.at [PDF; 4,8 MB]).
- Vorträge. Bericht über die am 15. August 1853 bei Cittanuova gestrandeten Pottwalle. Sitzungsberichte der Akademie der Wissenschaften mathematisch-naturwissenschaftliche Klasse 11, 1853, S. 765–772 (zobodat.at [PDF; 719 kB]).
- Vorträge. Bericht über die vom Herrn Cavaliere Achille de Zigno hier angelangte Sammlung fossiler Fische. Sitzungsberichte der Akademie der Wissenschaften mathematisch-naturwissenschaftliche Klasse 11, 1853, S. 122–138 (zobodat.at [PDF; 1,4 MB]).
- Vorträge. Über fossile Fische aus Chiavon und das geologische Alter der sie enthaltenden Schichten. Sitzungsberichte der Akademie der Wissenschaften mathematisch-naturwissenschaftliche Klasse 11, 1853, S. 322–334 (zobodat.at [PDF; 1,1 MB]).
- Die Fische der Save. Verh. zool.-bot. Ges. Wien 2, 1853, S. 130–131 (zobodat.at [PDF; 302 kB]).
- Ueber Verbreitung, Nest und Ei der Salicaria fluviatilis M. Verh.zool.-bot.Ges.Wien 2, 1853, S. 127–130 (zobodat.at [PDF; 1,1 MB]).
- Beschreibung des Gymnarchus niloticus Cuv. Nach zwei aus dem weissen Nile vorliegenden Exemplaren. Denkschr. Akad. Wiss. Wien 6_1, 1854, S. 11–20 (zobodat.at [PDF; 1,3 MB]).
- Über den Bau und die Eintheilung der Pyenodonten, uebst kurzer Beschreibung einiger neuen Arten Derselben. Sitzungsberichte der Akademie der Wissenschaften mathematisch-naturwissenschaftliche Klasse 12, 1854, S. 433–464 (zobodat.at [PDF; 2,2 MB]).
- Die Fische der Salzach. Verh. zool.-bot. Ges. Wien 4, 1854, S. 189–196 (zobodat.at [PDF; 689 kB]).
- Neue Beiträge zur Kenntniss der fossilen Fische Österreichs. Sitzungsberichte der Akademie der Wissenschaften mathematisch-naturwissenschaftliche Klasse 17, 1855, S. 166–168 (zobodat.at [PDF; 458 kB]).
- Beiträge zur Kenntnis der fossilen Fische Österreichs. Denkschr. Akad. Wiss. Wien 11_1, 1856, S. 187–274 (zobodat.at [PDF; 11 MB]).
- mit Rudolf Kner: Die Süßwasserfische der österreichischen Monarchie mit Rücksicht auf die angränzenden Länder. Monografien Vertebrata Pisces 0001, 1858 (zobodat.at [PDF; 31 MB]).
- mit Rudolf Kner: Neue Beiträge zur Kenntnis der fossilen Fische Österreichs. Denkschr. Akad. Wiss. Wien 19_1, 1861, S. 49–76 (zobodat.at [PDF; 3,5 MB]).